# Loos-en-Gohelle
 Loos-en-Gohelle  es una población y comuna francesa, situada en la región de Norte-Paso de Calais, departamento de Paso de Calais, en el distrito de Lens y cantón de Lens-Nord-Ouest.

## Demografía
| 7944 | 7733 | 6958 | 6706 | 6561 | 6992 |
| Para los censos de 1962 a 1999 la población legal corresponde a la población sin duplicidades (Fuente: INSEE [Consultar]) |      |      |      |      |      |